# Theodor Hoelty-Nickel
Theodor Hoelty-Nickel (auch Theo Nickel oder Theodore Hoelty-Nickel, * 31. August 1894 in Güstrow; † 1986) war ein deutsch-amerikanischer Kirchenmusiker und Musikwissenschaftler.

## Leben
Theodor Hoelty-Nickel wuchs im australischen Adelaide auf. Er studierte Theologie und anschließend Musik am Trinity College London und an der Kirchenmusikschule Leipzig. Von 1928 bis 1942 bekleidete er das Amt des Musikdirektors des Luther College in Decorah (Iowa). 1941 wurde er musikalischer Leiter der Concordia Radio Station in St. Louis (Missouri/USA), danach ab 1943 Leiter der Musikabteilung der Valparaiso University in Indiana. Theodor Hoelty-Nickel war Herausgeber einer Sammlung lutherischer Kirchenmusik The Musical Heritage of the Church (1945–1955) und The Little Bach Book (5 Bände, 1950).